# Nicholas Sekunda
Nicholas Victor Sekunda (ur. 5 listopada 1953) – prof. dr hab. Uniwersytetu Gdańskiego.

## Życiorys
W latach 1972–1979 studiował historię antyczną i archeologię na The University of Manchester.
Od 2002 doktor habilitowany nauk humanistycznych w zakresie Archeologii, od 2015 - profesor nauk humanistycznych. Kierownik Zakładu Archeologii Antycznej. Od 2020 członek Rady Naukowej Polskiego Instytutu Archeologicznego w Atenach. Zainteresowania badawcze skupia wokół wojskowość Grecji starożytnej, Persji achemenidzkiej i Krety hellenistycznej.

## Badania wykopaliskowe
Brał udział w badaniach archeologicznych w Wielkiem Brytanii Polsce, Iranie i Grecji uczestniczył również w projekcie badawczym 'Ancient Persian Warfare' (Działania wojenne Antycznych Persów) przy British Institute of Persian Studies.

## Odznaczenia
- Złoty Krzyż Zasługi (2010)[5]
- Brązowy Medal Uniwersytetu Gdańskiego „Honestati Doctrinae Sapientiae” (2014)[6]